# 매판
매판(買辦, 영어: compradore 콤프러도[*], 포르투갈어: comprador 콤프라도르[*])란, 외세의 정치·경제·무역상의 착취의 매개자가 되는 역할을 하는 자, 즉 경제적 부역자를 일컫는 말이다. 보통 동아시아나 동남아시아 지역에서 유럽 본사의 이익을 위해 활동한 현지인 지사 임원들을 매판이라고 한다.
"매판"이라는 말은 원래 포르투갈의 식민지였던 마카오와 인접한 광저우 같은 중국 남부에서 서양인 집안에 고용된 현지인 종업원을 일컫는 말이었다. 그러다 동아시아의 국부를 착취하는 서양 기업의 지사에서 일하는 현지인을 말하는 것으로 의미가 확장되었다. 매판들은 남중국의 차, 견직, 면직, 실 무역에 중요한 역할을 했으며, 외국 은행에 협조하고 또한 근무했다. 이런 경제적 매국행위로 매판들은 막대한 부를 축적했다. 자딘 매터슨의 홍콩 매판 로버트 호 퉁은 불과 35세의 나이에 홍콩 제일의 거부가 되었다.
이후 마르크스주의에서는 이 "매판 부르주아"라는 개념을 동아시아 밖의 상인계급에 대해서도 적용하게 되었다(식민지반봉건론).